# Henner Bunde

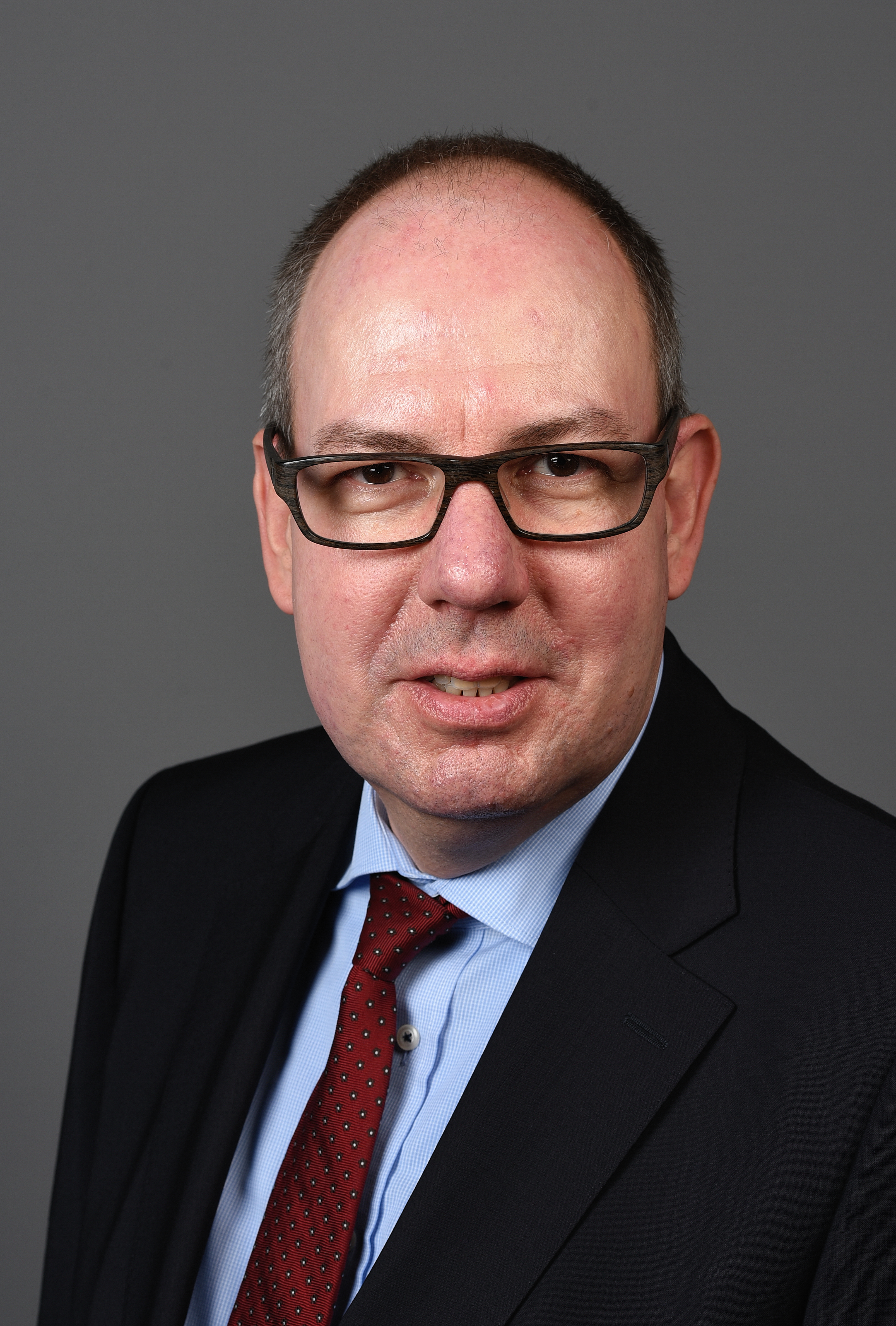
Henner Bunde, 2017

Henner Bunde (* 30. November 1964 in West-Berlin) ist ein deutscher Historiker, Kunsthistoriker und politischer Beamter (CDU). Vom 5. Dezember 2012 bis 12. Februar 2019 war er Staatssekretär der Senatsverwaltung für Wirtschaft, Energie und Betriebe (bis 8. Dezember 2016 Senatsverwaltung für Wirtschaft, Technologie und Forschung) im Berliner Senat.

## Leben
Nach seinem Abitur, welches Bunde in Berlin-Spandau ablegte, nahm er ein Studium der Geschichte, Kunstgeschichte und Älteren Deutschen Philologie an der Technischen Universität Berlin auf, das er als Magister Artium abschloss.
Es folgten Stellen als persönlicher Referent des Stadtrates für Wirtschaft im Referat Grundsatzangelegenheiten der Magistratsverwaltung für Wirtschaft von Ost-Berlin (1990), als Leiter des Büros sowie zugleich persönlicher Referent des Senators für Finanzen des Landes Berlin Elmar Pieroth (1991–1995), als Gruppenleiter, insbesondere für Angelegenheiten der Anstalten des öffentlichen Rechts und Gesellschaften in privater Rechtsform der Branchen Versorgungs- und Entsorgungswirtschaft, im Referat Beteiligungsverwaltung (1995–1996) sowie als Referent für Einzel- und Grundsatzangelegenheiten im Referat Beteiligungspolitik und Privatisierungen (1996–2001) in der Senatsverwaltung für Finanzen.
Von 2001 bis 2006 war Bunde Gruppenleiter/Referent insbesondere für Unternehmensprivatisierungen (ab 2003: stellvertretender Referatsleiter) im Referat Beteiligungspolitik und Privatisierungen: Gruppenleiter/Referent insbesondere für Unternehmensprivatisierungen und zwischen 2006 und 2012 Referatsleiter im Referat Beteiligungsmanagement II der Senatsverwaltung für Finanzen, wo er für die Branchen Verkehr, Dienstleistungen, Ver- und Entsorgungswirtschaft, Kultur und Freizeit, Wissenschaft, Gesundheit und Soziales verantwortlich war und zwischen 2009 und 2012 zugleich als stellvertretender Abteilungsleiter für Vermögen und Beteiligungen fungierte.
Am 5. Dezember 2012 wurde Bunde unter Senatorin Cornelia Yzer (CDU) als Nachfolger von Nicolas Zimmer zum Staatssekretär der Senatsverwaltung für Wirtschaft, Technologie und Forschung ernannt und am 12. Februar 2019 auf Vorschlag von Senatorin Ramona Pop (Grüne) in den einstweiligen Ruhestand versetzt. Seine Nachfolgerin wurde Barbro Dreher. In der Folge war Bunde als Berater von Burkard Dregger tätig.
Bunde ist seit 2005 Mitglied der CDU und war ab 2011 zeitweise Vorstandsmitglied des CDU-Ortsverbands Lilienthal im Bezirk Steglitz-Zehlendorf.

## Privates
Bunde ist verheiratet.